# Epistomariella
Epistomariella es un género de foraminífero bentónico considerado un sinónimo posterior de Pseudoeponides de la subfamilia Epistomariinae, de la familia Epistomariidae, de la superfamilia Asterigerinoidea, del suborden Rotaliina y del orden Rotaliida. Su especie tipo era Epistomaria (Epistomariella) miurensis. Su rango cronoestratigráfico abarca el Holoceno.

## Clasificación
Epistomariella incluía a las siguientes especies:
- Epistomariella milletti, aceptado como Patagiatella milletti
- Epistomariella miurensis